# Martin Kok
Martin Kok, né le 25 juin 1967 à Edam (Pays-Bas) et mort assassiné le 8 décembre 2016 à Laren (Pays-Bas), est un criminel repenti, chroniqueur et journaliste en affaires criminelles néerlandais. Le ministère public néerlandais pointa vers la responsabilité du mafieux Ridouan Taghi dans son meurtre.

## Biographie
Natif des Pays-Bas, Martin Kok est un passionné de la criminalité, s'inspirant de Pablo Escobar. Etant adolescent, il commence son parcours criminel en devenant trafiquant de cocaïne. Le 16 février 1989, il est lié dans une bagarre contre Peter Giesbergen dans un café. Un jour plus tard, le jeune homme de 21 ans décède à l'hôpital. Martin Kok purge alors une peine de cinq ans d'emprisonnement. Dès sa sortie de prison, il découvre que sa copine a eu un nouvel ami pendant qu'il purgeait sa peine d'emprisonnement. Martin Kok abat son nouvel ami à l'aide d'un fusil. Il purge de nouveau une peine de 14 ans d'emprisonnement. 
Dans sa cellule en prison, il installe un bureau et crée son propre site web intitulé Vlinders Escort, évoquant tous les affaires criminelles qui ont lieu aux Pays-Bas. Son site web connait un réel succès aux Pays-Bas. Selon Quote, son site web est même classé parmi le meilleur site évoquant les affaires criminelles aux Pays-Bas, à tel point qu'il demande une somme de huit mille euros pour des publicités. Dans son site, il évoque les noms exacts des criminels et leurs activités dans la Mocro Maffia. À la suite de cela, en 2015, sa voiture et son domicile sont victimes d'une fusillade. En 2016, une bombe en dessous de son véhicule est déjoué par les services de démineurs.
En total, Martin Kok échappe à deux tentatives d'assassinats, dont une filmée en direct par une caméra de surveillance à Amsterdam, relayée par le quotidien De Telegraaf.

## Assassinat
Le 8 décembre 2016, il est abattu au bord de sa voiture dans le parking du sexclub Boccaccio à Laren. Le ministère public accuse l'organisation de Ridouan Taghi d'être derrière l'assassinat. En janvier 2020, un auteur présumé de son assassinat est arrêté à Turin en Italie à la suite d'enquêtes des autorités écossaises.
Ses funérailles ont lieu à Volendam, avant d'être enterré dans le cimetière Vredenhof à Amsterdam.